# 요하네스 슈타르크
요하네스 슈타르크(독일어: Johannes Stark, 1874년 4월 15일 ~ 1957년 6월 21일)는 독일의 물리학자이다. 원자 물리학의 슈타르크 효과의 발견으로 노벨 물리학상을 수상하였고, 나치 독일에서 인종차별적인 도이치 물리학을 제창하였다.

## 생애
1874년 4월 15일 바이에른주 프라이훙(Freihung)에서 태어났고, 뮌헨 공과 대학을 졸업하였다.
아헨 공과대학, 그라이프스발트 뷔르츠부르크 대학 교수, 국립 물리 기술 연구소장을 역임하였다. 1905년 양극선에 있어서의 도플러 효과를 알아내고, 1913년 양극선을 이용하여 '슈타르크 효과'를 발견하였다. 양자 이론에 공헌하여, 1919년 노벨 물리학상을 받았다.
나치 당이 독일에 집권하자, 슈타르크는 필리프 레나르트와 함께 도이치 물리학이란 1930년대 나치 독일의 인종차별적인 물리학을 이끌었고, 알베르트 아인슈타인과 같은 유대인 물리학자들을 비판하였다.
1957년 6월 21일 트라운슈타인에서 사망하였다.

## 같이 보기
- 슈타르크 효과
- 도이치 물리학

## 참고 문서
- 이 문서에는 다음커뮤니케이션(현 카카오)에서 GFDL 또는 CC-SA 라이선스로 배포한 글로벌 세계대백과사전의 내용을 기초로 작성된 글이 포함되어 있습니다.